# Liste der Kulturdenkmale in Börnsen
In der Liste der Kulturdenkmale in Börnsen sind alle Kulturdenkmale der schleswig-holsteinischen Gemeinde Börnsen (Kreis Herzogtum Lauenburg) aufgelistet (Stand: 10. März 2025).

## Legende
In den Spalten befinden sich folgende Informationen:
- Objekt-ID: die Nummer des Kulturdenkmales
- Lage: die Adresse des Kulturdenkmales und die geographischen Koordinaten. Kartenansicht, um Koordinaten zu setzen. In der Kartenansicht sind Kulturdenkmale ohne Koordinaten mit einem roten Marker dargestellt und können in der Karte gesetzt werden. Kulturdenkmale ohne Bild sind mit einem blauen Marker gekennzeichnet, Kulturdenkmale mit Bild mit einem grünen Marker.
- Offizielle Bezeichnung: Bezeichnung des Kulturdenkmales
- Beschreibung: die Beschreibung des Kulturdenkmales
- Bild: ein Bild des Kulturdenkmales

## Sachgesamtheiten
| Objekt-ID      | Lage                                     | Offizielle Bezeichnung   | Beschreibung | Bild                             |
| -------------- | ---------------------------------------- | ------------------------ | --- | -------------------------------- |
| 49367 Wikidata | Neuer Weg (53° 28′ 48″ N, 10° 15′ 27″ O) | Neuer Friedhof Bergedorf | Neuer Friedhof Bergedorf; ab 1948, 1972, 1988; als Erweiterung des Bergedorfer Friedhofes auf Börnsener Gemeindegebiet errichtet, begrünte landschaftlich angelegte Friedhofsanlage mit Grabfeldern, russische Kriegsgräberstätte, Kapelle mit Anbauten und Glockenträger, Zuwegung und Einfriedung zur Kapelle - Begründung: geschichtlich, künstlerisch, städtebaulich - Schutzumfang: Neuer Friedhof Bergedorf, Aussegnungshalle (Kapelle 2) mit Glockenträger | weitere Fotos \| Fotos hochladen |

## Bauliche Anlagen
| Objekt-ID      | Lage                                                      | Offizielle Bezeichnung        | Beschreibung | Bild            |
| -------------- | --------------------------------------------------------- | ----------------------------- | --- | --------------- |
| 37098          | Börnsener Straße 26 (53° 28′ 44″ N, 10° 17′ 13″ O)        | Wohn- und Wirtschaftsgebäude  | Wohn- und Wirtschaftsgebäude; um 1900; eingeschossiger, backsteinsichtiger Mauerwerksbau unter Satteldach, gegliedert in repräsentativ gestalteten Wohnteil und funktionalen Wirtschaftstrakt - Begründung: geschichtlich, städtebaulich - Schutzumfang: gesamtes Objekt - Denkmaltyp: Bauliche Anlage | BW              |
| 37055          | Dänenkamp 6 a (53° 28′ 8″ N, 10° 17′ 23″ O)               | Villa Rosenborg               | Villa Rosenborg; um 1900, urspr. Villa des Glasfabrikanten Walter Heinrich Hermann; eingeschossiger Backsteinbau aus verschränkten Baukörpern mit bewohntem Mansarddach in Schieferdeckung mit Giebelgauben, Putzverzierungen und Glasvordach über dem Haupteingang in Jugendstilornamentik; im Inneren Grundrissstruktur und bauzeitliche Ausstattung umfangreich erhalten - Begründung: geschichtlich, künstlerisch, städtebaulich - Schutzumfang: Villa Rosenborg, - Denkmaltyp: Bauliche Anlage                                                               | BW              |
| 37059          | Dänenkamp 6 (53° 28′ 9″ N, 10° 17′ 25″ O)                 | ehem. Kapelle Stift Rosenborg | ehem. Kapelle Stift Rosenborg; 1922; zweigeschossiger, backsteinsichtiger Mauerwerksbau in der Formensprache der Neuen Sachlichkeit, Multifunktionsbau mit Lagerraum, Garage und Trafoturm - Begründung: geschichtlich, städtebaulich - Schutzumfang: gesamtes Objekt - Denkmaltyp: Bauliche Anlage | BW              |
| 37061          | Kirchweg 6 (53° 28′ 11″ N, 10° 17′ 1″ O)                  | Heilig-Kreuz-Kirche           | Heilig-Kreuz-Kirche; 1961/62, Architekt Friedrich-Wilhelm Heyne; freistehende, backsteinsichtige Saalkirche mit weithin sichtbarem Turm sowie Dallglas-Fenstern nach Entwürfen des Kunstmalers Hanno Edelmann - Begründung: geschichtlich, künstlerisch, städtebaulich - Schutzumfang: gesamtes Objekt - Denkmaltyp: Bauliche Anlage | BW              |
| 37051          | Lauenburger Landstraße 18 a (53° 28′ 9″ N, 10° 16′ 40″ O) | Bahnhofsempfangsgebäude       | Bahnhofsempfangsgebäude; 1907/08; zweigeschossiger Putzbau im Heimatschutzstil unter Walmdach, Obergeschoss in Zierfachwerk ausgeführt, an den Schmalseiten eingeschossige Anbauten - Begründung: geschichtlich, städtebaulich - Schutzumfang: gesamtes Objekt - Denkmaltyp: Bauliche Anlage | BW              |
| 37102 Wikidata | Neuer Weg (53° 28′ 48″ N, 10° 15′ 24″ O)                  | Aussegnungshalle (Kapelle 2)  | Aussegnungshalle (Kapelle 2); 1972; Baugruppe aus Kapelle mit winkligem Anbau und Glockenturm, Kapelle mit ansteigendem Satteldach, dynamisierte Bauform, verklinkerter Betonskelettbau mit Lamellenfenstern, qualitätvolle bauzeitliche Ausstattung, Betonwand von Gudrun Mahlmann-Piper; offener gedeckter Gang und flachgedeckter Anbau bilden begrünten Innenhof - Begründung: geschichtlich, künstlerisch, städtebaulich - Schutzumfang: Aussegnungshalle (Kapelle 2), Glockenträger - Denkmaltyp: Bauliche Anlage, Sachgesamtheit: Neuer Friedhof Bergedorf | Fotos hochladen |